# معركة ناشفيل
معركة ناشفيل (بالإنجليزية: Battle of Nashville)‏ هي معركة استمرت يومين في إطار حملة فرانكلين ناشفيل، وقد مثلت نهاية معارك الجبهة الغربية في الحرب الأهلية الأمريكية.

## معرض صور

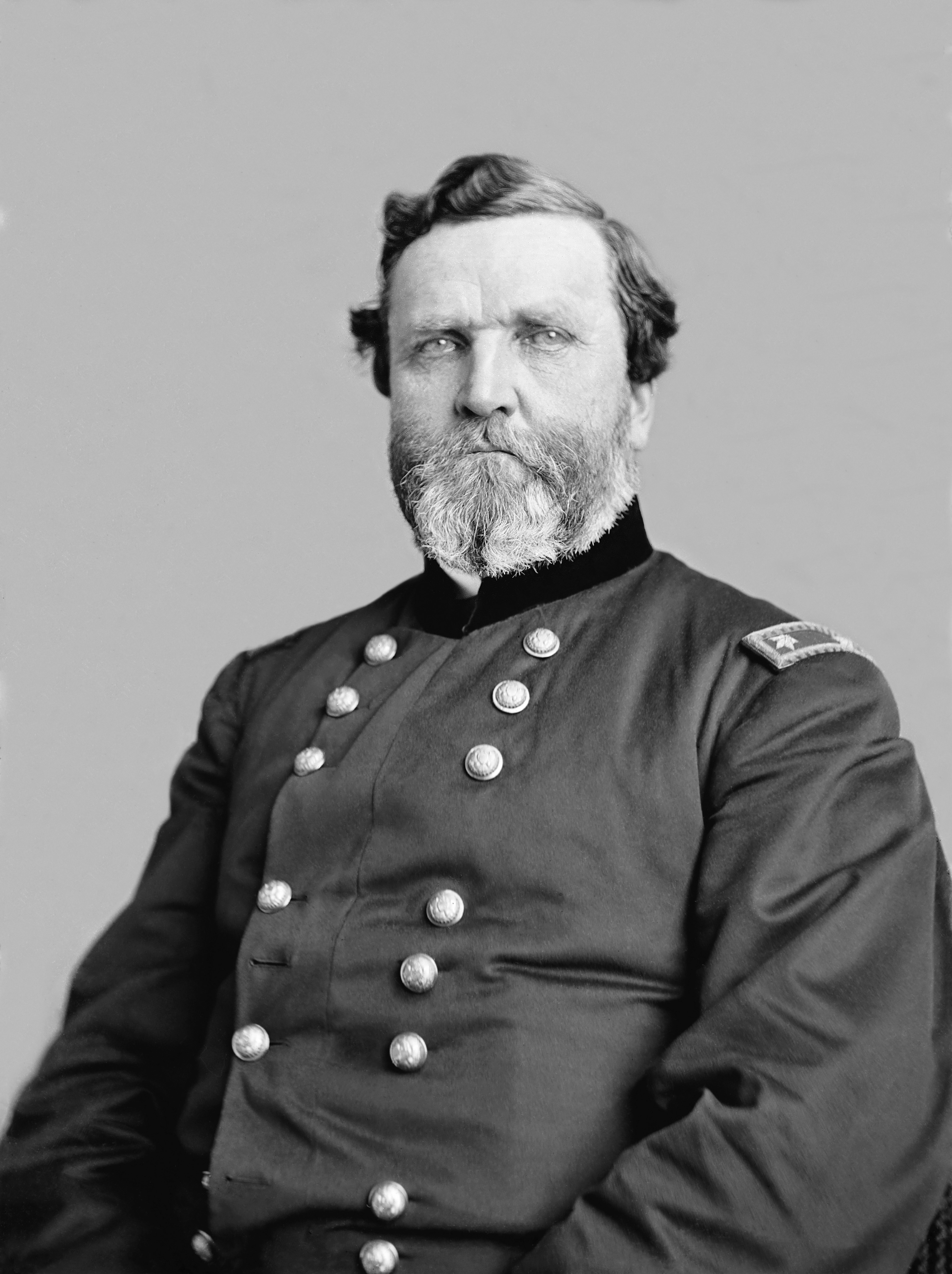
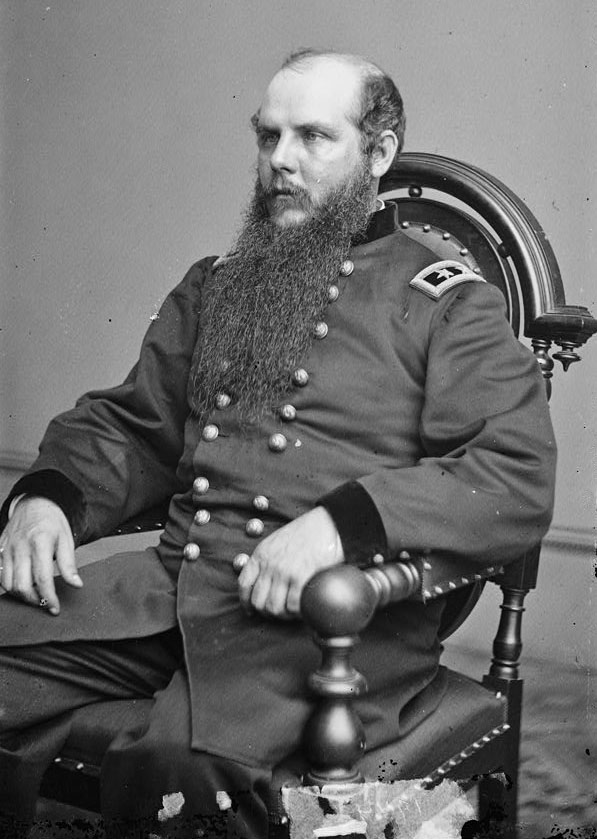
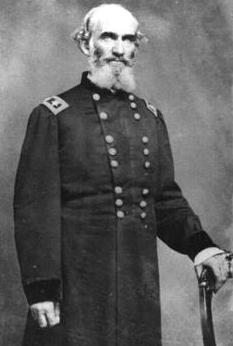
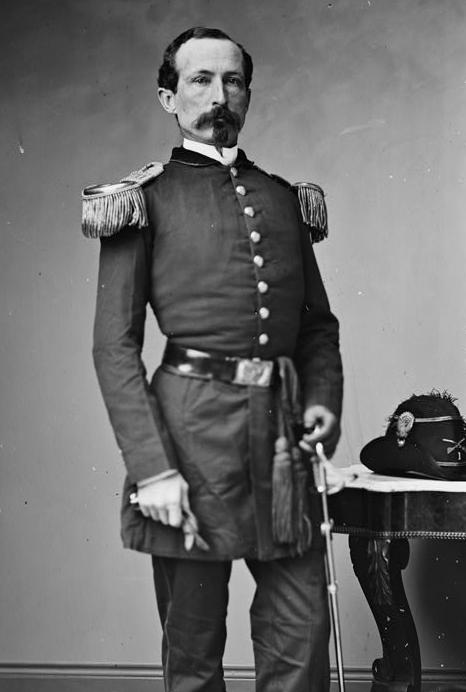
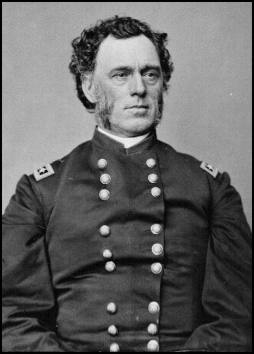
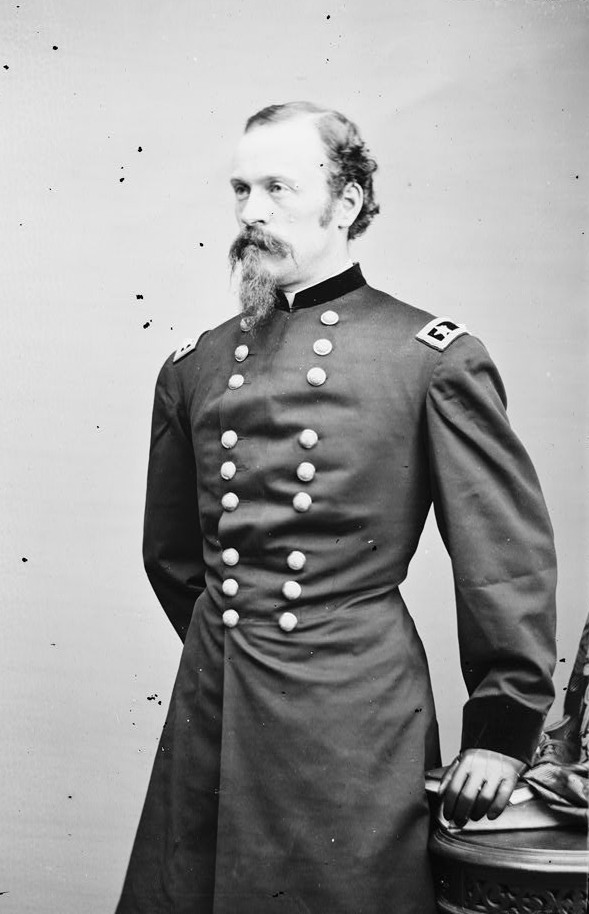